# AwesomenessTV
AwesomenessTV es un programa de sketch de comedia de situación juvenil estadounidense que salió al aire por la cadena popular de televisión Nickelodeon estrenada el 1 de julio de 2013. Es creada por el productor de televisión Brian Robbins. La primera temporada consiste de 13 episodios. El show es basado en un canal de Youtube del mismo nombre.

## Producción
Nickelodeon describe al show: "Es un show que contiene sketches de tipo comedia" que mezcla nuevas producciones a AwesomenessTV. Es conducido por Daniella Monet, con segmentos que incluyen bocetos de personajes famosos, vídeos musicales y bromas. AwesomenessTV también ofrece premios mediante un concurso para sus televidentes en el cual consiste de enviar el mejor vídeo musical.
La serie llegó al canal hermano de Nickelodeon, TeenNick, donde se repiten los episodios todos los domingos y miércoles a las 8:30pm.

## Historia
AwesomenessTV es una de las tantas series que Nickelodeon estrenó en 2013, tales fueron, Sam & Cat, Wendell & Vinnie, Monsters vs. Aliens, Sanjay and Craig, Rocket Monkeys y Power Rangers Megaforce, y el 13 de julio de 2013 la serie de acción en vivo Haunted Hathaways a las 8:30pm, luego de un episodio nuevo de Sam & Cat.

## Episodios
| Temporada | Temporada | Episodios | Episodios | Emisión original   | Emisión original        |
| Temporada | Temporada | Episodios | Episodios | Primera emisión    | Última emisión          |
| --------- | --------- | --------- | --------- | ------------------ | ----------------------- |
|           | 1         | 20        | 20        | 1 de julio de 2013 | 16 de diciembre de 2013 |
|           | 2         | 20        | 20        | 5 de mayo de 2014  | 7 de marzo de 2015      |

## Recepción
De acuerdo con Nielsen, el estreno de AwesomenessTV en televisión atrajo más de 1.7 millones de espectadores y un índice de 0.6. La audiencia fue mejor entre el público demográfico de 6-11 años de edad, en los que anotó una calificación de 3.5. Entre el público demográfico de 12-17 años de edad, obtuvo una calificación de 1.3. La audiencia total fue de solo un poco mejor que un episodio de Full House en Nick@Nite que por un lado, fue decepcionante ver que AwesomenessTV fue casi superando en una repetición y, al mismo tiempo, obtuvo mucho mejores números entre el público de entre 6-11 años de edad. A partir del 7 de octubre de 2013, debido a los bajas audiencias de la serie, Nickelodeon decidió cambiar de horario a los estrenos del show, de las 8:00pm a las 7:30pm, y esto le dio un buen resultado a la serie y al canal, ya que, antes, la serie no subía en audiencias de mayor a 1.3 millones de espectadores, ahora, las audiencias no bajan de 1.7 millones de espectadores.